# Büssing 6000
Der Büssing 6000 S war ein Lastkraftwagen-Modell der Büssing Nutzkraftwagen GmbH, das in den Jahren 1953 bis 1956 hergestellt wurde. Auf diesem Fahrgestell wurden auch bis 1957 verschiedene Omnibusse der Typen 6000 T und 6500 T gefertigt.

## Geschichte
Nach der bedingungslosen Kapitulation 1945 wurden zunächst im Weltkrieg bewährte Typen in teilinstandgesetzten Fabriken hergestellt. Der Büssing 5000 S (ehemals 4500) mit 5,35 Tonnen Nutzlast und 105 PS wurde bis 1950 gebaut und dann bis 1952 durch den 5500 S abgelöst. Nachfolgemodell wurde der 6000 S mit einer Motorleistung von 120 PS.
Der 6000 S (S wie stehender Motor) gehörte zu den von Fernfahrern bevorzugten Langhaubern. Die Geräuschentwicklung des Motors gab dem Fahrer die Schaltpunkte vor, um das unsynchronisierte Getriebe mit Zwischenkuppeln und Zwischengas zu schalten. Der moderne Frontlenker Büssing 12000 wurde damals von den Spediteuren nicht angenommen.

## Technik

### Motor und Getriebe
Der LKW hatte den Reihen-6-Zylinder-Dieselmotor S 8 mit einem Hubraum von acht Litern und leistete 120 PS (88 kW) bei einer Drehzahl von 1800/min. Das mechanische Stufengetriebe Büssing 5 GSN war mit dem Motor verblockt, hatte fünf Gänge plus Rückwärtsgang und war nicht synchronisiert. Die beiden obersten Gänge galten als „geräuscharme Gänge“.

### Abmessungen

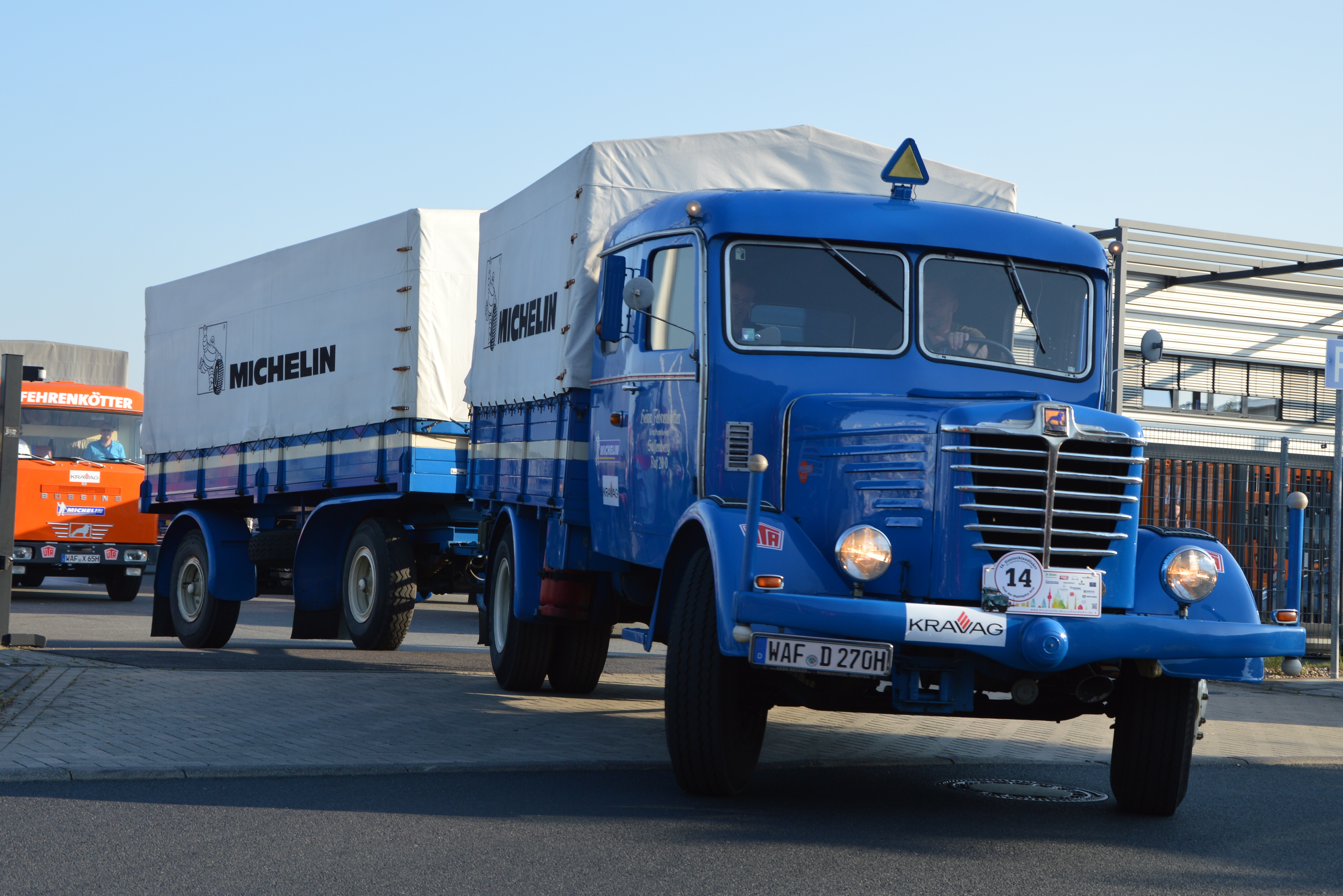
Zugelassen bis 36,25 Tonnen

Durch die vor der Fahrerkabine gelegene Motorhaube hatte das 8,21 m lange Fahrzeug eine Ladelänge von 5 m. Das Fahrzeug war 2,40 m breit und 2,85 m hoch. Der kleinste Wendekreis betrug 18,40 m.
Der Zweiachser hatte eine Nutzlast von 6,3 Tonnen, ein zulässiges Gesamtgewicht von 12,25 Tonnen und war
zugelassen für einen Dreiachsanhänger mit 24 Tonnen. Das zulässige Gesamtzuggewicht lag bei 36,25 Tonnen.
Der Kipper hatte eine Kippbrücke mit 4 m Länge bei einer Gesamtlänge von 7,64 m. Die Zuladung durfte 5,7 Tonnen betragen.

### Allgemein
Der Kraftstofftank fasste 150 Liter, der Dieselverbrauch lag nach der seinerzeitigen DIN 70300 (halbe Nutzlast / Dreiviertel der Höchstgeschwindigkeit) bei 18,5 Liter / 100 km. Als Höchst- und Dauergeschwindigkeit wurden 70 km/h angegeben.
Das Fahrerhaus hatte noch den üblichen Holzrahmen und eine geteilte Windschutzscheibe mit hängend angebrachten Scheibenwischern. Bereits 1955 hatten „Blinklichtanlagen“ die früher üblichen Winker als Fahrtrichtungsanzeiger ersetzt. Die verchromte „Büssing-Spinne“ an der Kühlerhaube prägte damals das Bild der verschiedenen Modelle.

## 6000 S Allrad
Die Version mit Allradantrieb hatte eine Nutzlast von 6,1 Tonnen bei einem Gesamtgewicht von 12,6 Tonnen und einem zulässigen Gesamtzuggewicht von 36,6 Tonnen. Die Zuladung des Kippers durfte 5,75 Tonnen betragen. Der Kraftstoffverbrauch lag bei 21 Liter/100 km.

## Omnibus 6000 T
Das Fahrgestell des 6000 wurde seit 1952 auch für den Bau von Omnibussen verwendet; so für die Büssing 6000 T (wie Trambus). Die Busse wurden alle mit Unterflurmotoren ausgeliefert.
Die Firma Kässbohrer baute seit 1952 auf diesem Fahrgestell Gelenkzüge mit aufgesatteltem Nachläufer auf, die die 1960 in Deutschland verbotenen Busanhänger ersetzen sollten. Der Büssing 6000 T Gelenkzug hatte eine Länge von 17,2 Metern. Das zulässige Gesamtgewicht betrug 22,5 Tonnen, neben Schaffner und Fahrer konnte der Bus 140 Fahrgäste (93 Stehplätze) befördern. Als Motor diente der U10 mit zehn Litern Hubraum und 150 PS (110 kW) Leistung.

## Omnibus 6500 T
Im Jahr 1954 folgte der 6500 T, der bis 1957 mit dem Motor U10 gefertigt wurde. Je nach Getriebe lag die Höchstgeschwindigkeit bei 70–85 km/h. Das zulässiges Gesamtgewicht lag bei 14,1 Tonnen, durfte aber im „Spitzenverkehr“ bei Geschwindigkeiten bis 30 km/h um 1400 kg überschritten werden. So lag die Fahrgastzahl bei 100 statt üblichen 80 Personen. Zugelassen war ferner ein Busanhänger bis elf Tonnen.
Der Doppeldeck-Trambus 6500 T der Berliner Verkehrsbetriebe (BVG) hatte ein zulässiges Gesamtgewicht von 15,5 Tonnen und beförderte 85 Fahrgäste (70 Sitzplätze).
Das Essener Karosseriebauunternehmen Gebr. Ludewig brachte 1955 den Anderthalbdecker Büssing 6500 T Aero auf den Markt.